# 小沙普基夫卡
49°47′9″N 37°33′44″E / 49.78583°N 37.56222°E
小沙普基夫卡（烏克蘭語：Мала Шапківка）是位於烏克蘭東部的村莊，由哈爾科夫州庫皮揚斯克區的金德拉希夫卡市鎮負責管轄。該村始建於1895年，面積0.46平方公里，海拔高度122米，2001年人口77，人口密度每平方公里167.4人。